# Nil Maria Fabra i Deas
Nil Maria Fabra i Deas (Blanes, 20 de febrer de 1843 – Madrid, 24 d'abril de 1903) fou un periodista, polític i escriptor català en castellà.

## Biografia
Era fill de Gil Fabra i Illas, jutge de primera instància de Figueres, i cosí de Camil Fabra i Fontanills. De ben jove es va instal·lar a Madrid, on treballà com a periodista als diaris El Amigo del Comercio, La Bolsa, i La Verdad. El 1860 treballà com a corresponsal de guerra per al Diario de Barcelona a la guerra austro-prussiana, i el 1865 fou corresponsal al País Basc del Diario de Barcelona i La Época. El 1866 fou novament corresponsal del Diario de Barcelona a Madrid. El mateix diari l'envià novament com a corresponsal de guerra a la guerra francoprussiana (1870) i col·laborà a La América de Víctor Balaguer.
El 1865 Nil Fabra va fundar l'Agència Fabra, associada a l'Agència Havas de París, i que des del 1867 operaria a tot Espanya i Portugal com a central de corresponsals (de fet, va ser l'embrió de l'actual Agència EFE).
A les eleccions generals espanyoles de 1876 fou elegit diputat pel districte de Castellterçol del Partit Liberal Conservador. Un cop acabà el seu mandat tornà al periodisme i a la literatura. Col·laborà a La Ilustración Española y Americana (1884-1887) i dirigí El Correo de Ultramar (886-1887), alhora que fundà la societat Sucesora de Fabra y Portabella (1888). El 1891-1892 fou nomenat senador per la província d'Alacant.

## Obres
- Poesias (1860)
- Amor y astucia (1860)
- Las máscaras (sarsuela, 1860)
- La batalla de Pavía (poema èpic, 1861)
- Compendio de geografía universal (1867)
- Balls Park (novel·la, 1870)
- Por los espacios imaginarios (articles, 1885)
- La cuestión social (1891)
- Cuentos ilustrados (1895)[2]